# 1955-ös magyar férfi vízilabdakupa
A magyar férfi vízilabdakupa 1955-ös kiírását a Bp. Dózsa nyerte.

## Eredmények

### Selejtező
| 1. csapat   | Eredmény     | 2. csapat   |
| ----------- | ------------ | ----------- |
| Bp. Szikra  | játék nélkül | Egri Bástya |
| Bástya VTSK | 11–1         | Bp. Traktor |

### Nyolcaddöntő
Az 1954-es magyar férfi vízilabdakupa döntősei (Bp. Honvéd  és Szolnok) kiemeltek voltak.
| 1. csapat              | Eredmény | 2. csapat          |
| ---------------------- | -------- | ------------------ |
| Bp. Kinizsi            | 10–1     | Bp. Vörös Meteor   |
| Bp. Törekvés           | 8–5      | Bp. Spartacus      |
| Bp. Vörös Lobogó       | 6–4      | Vasas Izzó         |
| Bp. Vasas              | 12–2     | Bástya VTSK        |
| Bp. Dózsa              | 8–0      | Bp. Szikra         |
| Gheorghiu-Dej Hajógyár | 7–0      | Tatabányai Bányász |

### Negyeddöntő
játéknap: november 19., 20.
| 1. csapat        | Eredmény | 2. csapat              |
| ---------------- | -------- | ---------------------- |
| Bp. Honvéd       | 5–1      | Bp. Törekvés           |
| Bp. Kinizsi      | 3–2      | Bp. Vasas              |
| Bp. Vörös Lobogó | 3–2      | Szolnoki Dózsa         |
| Bp. Dózsa        | 11–0     | Gheorghiu-Dej Hajógyár |

### Elődöntő
játéknap: november 26.
| 1. csapat  | Eredmény | 2. csapat        |
| ---------- | -------- | ---------------- |
| Bp. Honvéd | 4–3      | Bp. Kinizsi      |
| Bp. Dózsa  | 4–3      | Bp. Vörös Lobogó |

### 3. helyért
játéknap: november 27.
| 1. csapat   | Eredmény | 2. csapat        |
| ----------- | -------- | ---------------- |
| Bp. Kinizsi | 7–2      | Bp. Vörös Lobogó |

### Döntő
| 1955. november 27. 18:45 | Bp. Dózsa                  | 5–4 | Bp. Honvéd                        | Sportuszoda Játékvezetők: Lauter Géza |
| 1955. november 27. 18:45 | (3–1)                      |     |                                   | Sportuszoda Játékvezetők: Lauter Géza |
| 1955. november 27. 18:45 | Martin 2 Hanák 2 Spliesz 1 |     | Bolvári 1 Svéda Németh 1 Hevesi 1 | Sportuszoda Játékvezetők: Lauter Géza |

A Bp. Dózsa kupagyőztes csapata: Kun György – Gyarmati Dezső, Hanák Piusz, Martin Miklós, Mayer Mihály, Spliesz Sándor, Varga Gábor, Vízvári György - edző: Sárkány Miklós